# Heribert Sturm
Heribert Sturm (* 22. Juli 1904 in Chodau; † 28. Oktober 1981 in Amberg) war ein deutscher Stadtarchivar und Museumsleiter. Bis zur Vertreibung aus der Tschechoslowakei leitete er das Museum Eger, später war er Archivdirektor in Amberg sowie Gründungs- und Vorstandsmitglied des Collegium Carolinum in München.

## Leben
Heribert Sturm schloss das Realgymnasium in Kaaden mit einer Prädikatsmatura ab, studierte Geschichte, Germanistik und Kunstgeschichte an der Karls-Universität Prag und promovierte im Jahre 1927 zum Doktor der Philosophie. In den Jahren 1928 bis 1934 war er Stadtarchivar in Sankt Joachimsthal im Erzgebirge und wurde im Jahre 1934 in Eger in Westböhmen Nachfolger des Archivdirektors und Museumsleiters Karl Siegl. Heribert Sturm war 1938 bis 1945 Mitglied der Deutschen Akademie der Wissenschaften in Prag. Im März 1939 trat er der NSDAP bei.
Nach Ende des Zweiten Weltkriegs wurde er – 1946 vertrieben aus Eger – im Jahre 1947 Staatsarchivrat in Neuburg an der Donau und von 1953 bis 1973 Archivdirektor und Vorstand des bayerischen Staatsarchivs Amberg in der Oberpfalz, Gründungs- und Vorstandsmitglied des Collegium Carolinum e. V. in München, Forschungsstelle für die böhmischen Länder und Mitglied der historischen Kommission für die böhmischen Länder e. V.
Gegen Ende des Zweiten Weltkriegs, am 27. April 1945, übergab der Oberbürgermeister Emil Janka die unter Luftangriffen stehende Stadt Eger, um sie vor weiterer Zerstörung zu bewahren, an Truppenverbände der 3. amerikanischen Armee. Eger und das westliche Böhmen kamen bis zur Linie Karlsbad–Pilsen–Budweis bis Mitte November 1945 unter die Verwaltung der amerikanischen Militärregierung. Seit Mai 1945 begannen tschechischsprachige Personengruppen mit einer wilden Enteignung und Vertreibung der Haus-, Grund- und Firmenbesitzer der deutschsprachigen Bevölkerung der Stadt Eger. In dieser Situation versuchte der Museumsleiter Heribert Sturm mit Hilfe amerikanischer Armeeangehöriger Bestände des Museums, entstanden aus volkskundlichen und stadtgeschichtlichen Stiftungen, und des Archivs der Stadt Eger mit Urkundenbeständen bis in das Jahr 1280 im ehemaligen Pachelbelhaus am Marktplatz der Stadt, dem späteren Stadthaus, vor Plünderung und Zerstörung in Sicherheit zu bringen. Im Juli 1945 übernahm in Eger eine tschechoslowakische Kommission die Stadtverwaltung und setzte den Tischler Jan Kubin (1900–2000) als Verwalter des von Heribert Sturm geleiteten Stadtmuseums und Archivs ein. Es kam zu einer kurzfristigen Zusammenarbeit zur Sicherung der Bestände, die weitgehend erhalten geblieben sind. Als Heribert Sturm auf Grund der Beneš-Dekrete als Sudetendeutscher 1946 gezwungen wurde, Eger zu verlassen, und als Heimatvertriebener nach Bayern ging, übernahm Jan Kubin mit einem Kollektiv von Museumsarbeitern das Museum und Archiv der Stadt Eger und übergab die Leitung im Jahre 1954 an die Kunsthistorikerin Mira Mladějovská (1895–1969).
Der Nachlass von Heribert Sturm wird im Staatsarchiv Amberg aufbewahrt.

## Ehrungen
- 1953: Ehrenzeichen des Bundes der Egerländer Gmoin
- 1953: Nordgau-Kulturpreis der Stadt Amberg in der Kategorie „Heimatpflege“
- 1954: Balthasar-Neumann-Plakette des Egerer Landtages
- 1960: Kulturpreis Ostbayern
- 1969: Ehrengabe des Georg-Dehio-Preises der Künstlergilde Esslingen
- 1970: Bundesverdienstkreuz 1. Klasse
- 1977: Bene Merenti, Medaille der Bayerischen Akademie der Wissenschaften in Silber[4]
- 1977: Aventinus-Medaille des Verbandes bayerischer Geschichtsvereine[5]

## Veröffentlichungen (Auswahl)
- Das Werden von Stadt und Bezirk Sankt Joachimsthal. Verlag der Buchhandlung Weis, Sankt Joachimsthal 1932.
- Eine Sankt Joachimsthaler Privatbücherei aus dem 16. Jahrhundert. In: Mitteilungen des Vereins für Geschichte der Deutschen in Böhmen. 68. Jahrgang, 1930, S. 3–9.
- Das Archiv der Stadt Eger. 1936.
- Eger – Geschichte einer Reichsstadt. Augsburg 1951.
- Unsere Schrift – Eine Einführung in die Schriftkunde. München-Pasing 1955.
  - Zweite Auflage: Unsere Schrift – Einführung in die Entwicklung ihrer Stilformen. Neustadt an der Aisch 1961 u.ö.
- Egerer Reliefintarsien. Verlag Robert Lerche, München 1962.
- Bayerische Archivinventare. Heft 24, Stadtarchiv Weiden, Verlag Karl Zink, München 1964.
- Die Sankt Joachimsthaler Lateinschulbibliothek aus dem 16. Jahrhundert (= Forschungen zur Geschichte der Sudetenländer. Band 4). Verlag Kohlhammer, Stuttgart 1964.
- Städte im Sudetenland – Geschichtlicher Beitrag von 250 Stadtgeschichten. Mitherausgeber Rudolf Hemmerle, Direktor des Bayerischen Hauptstaatsarchiv in München. Verlag Adam Kraft, Augsburg 1965.
- Skizzen zur Geschichte des Obererzgebirges im 16. Jahrhundert (= Forschungen zur Geschichte und Landeskunde der Sudetenländer. Band 5). Verlag Kohlhammer, Stuttgart 1965.
- Historischer Atlas von Bayern. Teil Altbayern, Band 21, 1970 und Band 40, Verlag Michael Laßleben, Kallmünz 1975.
- Ortslexikon der böhmischen Länder (1910–1965). im Auftrag des Collegium Carolinum München. 2. Auflage, Oldenbourg Verlag, München/Wien 1995, ISBN 3-486-51762-7.
- Biographisches Lexikon zur Geschichte der böhmischen Länder. Band I: A–H. Herausgegeben im Auftrag des Collegium Carolinum. Oldenbourg Verlag, München/Wien 1979 und ebenda, Band II: I–M. 1984.
- Districtus Egranus, eine ursprünglich Bayerische Region (= Historischer Atlas von Bayern. Teil: Altbayern, Reihe 2, Band 2). München 1981, ISBN 3-7696-9930-0, mit Kartenbeilage.
- Nordgau Egerland Oberpfalz. Studien zu einer historischen Landschaft. Enthält ein Verzeichnis der egrischen Pfarreien der Diözese Regensburg. Oldenbourg Verlag, München/Wien 1984.
- Stift und Stadt Waldsassen. In: Festschrift 23 / 1980: Waldsassen – „Stiftland. Land – Leute – Kultur“ Festschriften der Nordgautage, S. 23–26.